# Hrîțînî, Lebedîn
Hrîțînî (în ucraineană Грицини) este un sat în comuna Pidoprîhorî din raionul Lebedîn, regiunea Sumî, Ucraina.

## Demografie
Componența lingvistică a localității Hrîțînî
     Ucraineană (97,69%)
     Rusă (1,54%)
Conform recensământului din 2001, majoritatea populației localității Hrîțînî era vorbitoare de ucraineană (97,69%), existând în minoritate și vorbitori de rusă (1,54%).